# Ctenopsis stellata
Ctenopsis stellata är en spindelart som beskrevs av Schmidt 1956. Ctenopsis stellata ingår i släktet Ctenopsis och familjen Ctenidae. Inga underarter finns listade i Catalogue of Life.